# اکساکوی، کوشک
اکساکوی (به لاتین: Akçaköy) یک شهرک در ترکیه است که در استان آیدین واقع شده‌است.

## خصوصیات
اکساکوی ۲٬۲۳۳ نفر جمعیت دارد.